# Austrobasidium pehueldeni
Austrobasidium pehueldeni är en svampart som beskrevs av Palfner 2006. Austrobasidium pehueldeni ingår i släktet Austrobasidium och familjen Exobasidiaceae.   Inga underarter finns listade i Catalogue of Life.